# Leonardo Senna
Leonardo Senna da Silva (São Paulo, 29 de janeiro de 1966) é um empresário brasileiro, irmão mais novo do piloto Ayrton Senna e fundador da empresa automobilística Audi Senna, responsável pela importação dos veículos da montadora alemã Audi (subsidiária da montadora Volkswagen) entre 1994 e 2004.
Leonardo teve a ideia de criar a empresa, ainda com o nome Senna Import, em 1993, quando Ayrton procurava novos investimentos. Quando questionado se viver diariamente com a imagem do irmão piloto não é doloroso, Leonardo responde que o trabalho mais difícil é o Instituto Ayrton Senna, criado por sua irmã, Viviane Senna e que está totalmente ligado à imagem do campeão. 
| “ | Comigo é mais suave. É um negócio, ainda que tenha o nome do Ayrton e tenha sido começado por ele. Mas eu não teria capacidade para o trabalho da Viviane, é muito emocional; o meu é mais racional e só por isso eu consigo levar. | ” |

Em 2005, a parceria entre a Audi Senna e a Audi foi encerrada, com a criação da Audi Brasil Distribuidora de Veículos.